# Noční volání
Noční volání (v anglickém originále The Night Listener) je americký filmový thriller z roku 2006. Režisérem filmu je Patrick Stettner. Hlavní role ve filmu ztvárnili Robin Williams, Toni Collette, Rory Culkin, Bobby Cannavale a Sandra Oh.

## Obsazení
| Robin Williams  | Gabriel Noone  |
| Toni Collette   | Donna Logand   |
| Rory Culkin     | Pete D. Logand |
| Bobby Cannavale | Jess           |
| Sandra Oh       | Anna           |
| Joe Morton      | Ashe           |
| John Cullum     | Pap Noone      |
| Lisa Emery      | Darlie Noone   |